# Mračni (Točak vremena)
Mračni je izmišljeni lik i glavni neprijatelj u seriji knjiga Roberta Džordana, Točka vremena.
U knjigama Točka vremena, Verin Sedai jednom prilikom priča o Mračnom, i kaže da je on "otelotvorenje paradoksa i haosa, uništavatelj razloga i logike, razbijač balansa, razarač reda, i protivteža Tvorcu. Šai'tan (ili na Starom jeziku Shai'tan) je božanska figura za stvorenja tame. Šai'tan je Islamski naziv za Satanu. Postoji fraza u knjigama koja kaže da je "Mračni zarobljen od strane Tvorca, u trenutku Stvaranja. Nejasno je šta je Mračni u stvari ili kolika je njegova moć u odnosu na Tvorčevu. U knjigama je na više mesta nagovešteno da Mračni ima mogućnost da uništi i razreši reda sve što jeste, bilo je i biće, što dovodi do zaključka da je Mračni donekle pandan Tvorcu. Ipak, zatočeništvo Mračnog i njegova odsutnost u trenutku Stvaranja, ne idu u prilog ovoj teoriji. Moguće je da je Mračni upravo ono čime ga često nazivaju: ne toliko sila zla, koliko sila smrti i uništenja, protivnik postojanja i Šare Doba.
Mračni je izovr Prave moći, koja je jednaka Jednoj moći. Ipak, iz Prave moći se može povući jedino uz blagoslov Mračnog. Više je zavisna od Jedne moći, i čak ni oni sa najjačom snagom volje joj se ne mogu odupreti. Prava moć je obično skoncentrisana oko smrti i uništenja. Na primer, Moridin je koristi da ubije služavku. Jedina osoba kojoj je trenutno dozvoljeno da povuče Pravu moć jeste Moridin.
Izgovaranje pravog imena Mračnog se smatra nesrećom za onog ko ga izgovara. Prijatelji Mraka tvrde da se ne boje te nesreće, ali smatrajhu izgovaranje njegovog pravog imena huljenjem. Kao rezultat ovog verovanja, postoje mnoga alternativna imena za njega:
- Otac Laži
- Slepnik
- Gospodar Groba
- Pastir Noći
- Srcokobnik
- Dušokobnik
- Srcogriz
- Strari Strašnik
- Otac Oluja
- Palitelj Trave
- Kidač Lišća
- Gospodar Haosa
- Stari Ognjenik
- Veliki Gospodar Mraka (koristi se jedino od strane Prijatelja Mraka, Izgubljenih i Mirdraala)

Mračni je za vreme radnje knjiga zarobljen u istoj neimenovanoj državi gde ga je smestio Tvorac u momentu Stvaranja, ali sa probušenim "Kanalom" koji vodi do tog prolaza. Pečat, stvoren od strane Luisa Terina i Stotinu Sadrugova na kraju Rata Moći zatvorio je "Kanal", koji je napravila Mjerin Eronaile.
Geografska lokacija u kojoj se "Kanal" (metafizička rupa u samoj Šari Doba, ne fizička stvar) nalazi i mesto na kojem je Mračni najbliži svetu, naziva se Jama Usuda. Jama Usuda je drugačije rečeno, mesto ispod Šajol Gula, iza Pustoši. U knjigama, Šajol Gul je pravo mesto, ali je Jama Usuda ili delom ili potpuno van sveta. To je emsto na kome je moć Mračnog nad svetom najjača.

## Literatura
- Robert Jordan's The Wheel of Time series Архивирано на веб-сајту  (5. март 2013)
- [мртва веза]